# قائمة بطلات دبليو دبليو إي للسيدات

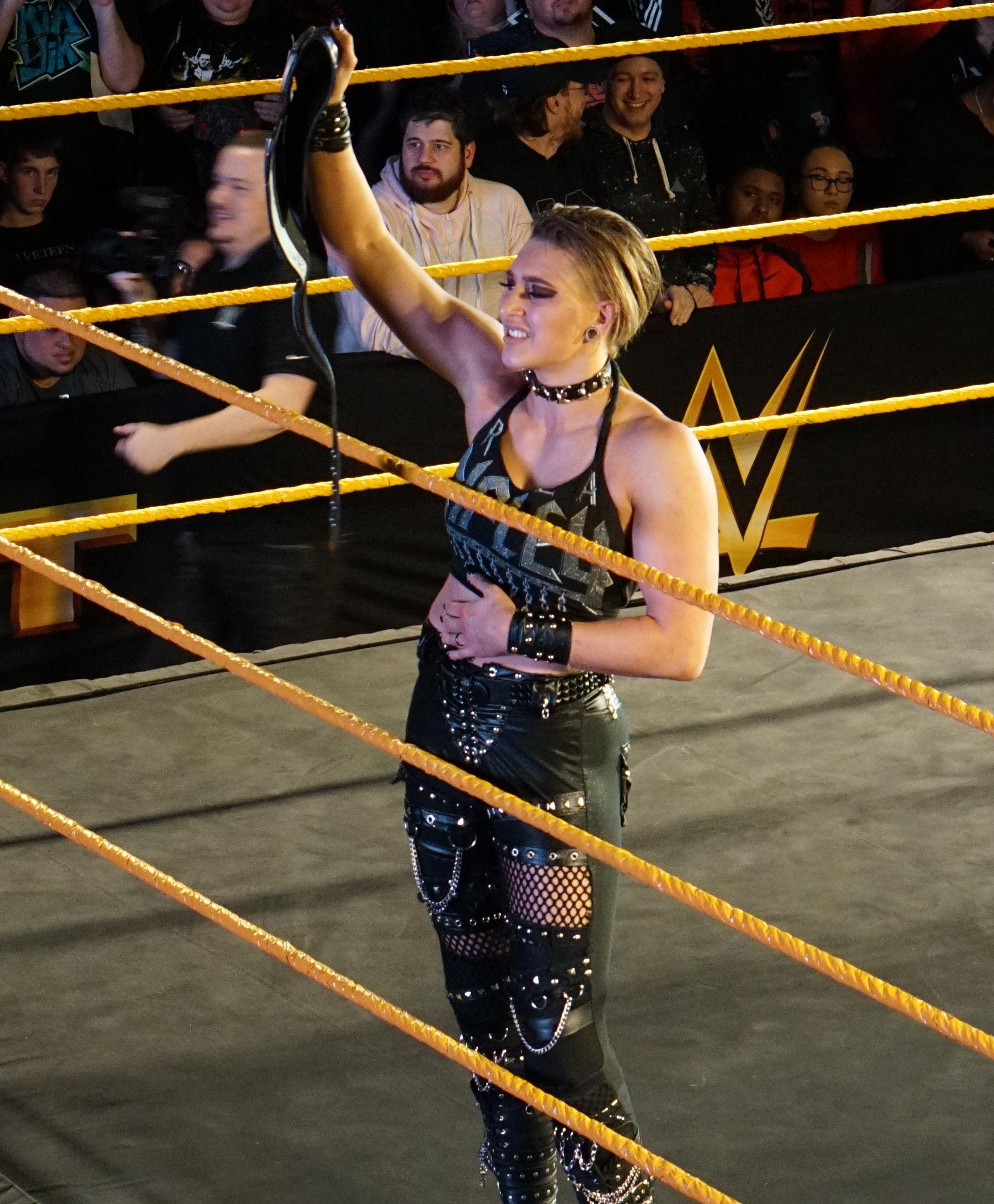
البطلة الحالية ريا ريبلي

بطولة دبليو دبليو إي للسيدات  هي بطولة عالمية للمصارعة المحترفة للسيدات تم إنشاؤها وتعزيزها بواسطة الترويج الأمريكي للمصارعة المحترفة دبليو دبليو إي على فئة رو. تم تقديمها على أنها بطولة دبليو دبليو إي للسيدات في 3 أبريل 2016 في راسلمينيا 32 ليحل محل بطولة الديفاز وله تاريخ فريد من نوعه منفصل عن بطولة دبليو دبليو إي للسيدات الأصلية. ونتيجة لمشروع 2016 ، أصبحت بطولة حصرية لرو مع إعادة تسميتها بينما أنشئت فئة سماكداون بطولة لسيدات سماكداون كلقب خاص بها.
يتم التنافس على البطولة بشكل عام في مباريات المصارعة المحترفة، حيث تنفذ المشاركات السيناريوهات النصية بدلاً من التنافس في المنافسة المباشرة. كانت البطلة الأولى شارلوت فلير، التي كانت تعرف آنذاك ببساطة باسم شارلوت، التي فازت باللقب في ريسلمانيا 32. البطلة الحالية هي ريا ريبلي، وهي في عهدها الأول. فازت باللقب بفوزها على أسكا في الليلة الثانية من راسلمينيا 37 في 11 أبريل 2021.
كان هناك 19 عهود بين 9 بطلات. تمتلك ساشا بانكس أكبر عدد من العهود في خمسة. كان عهد بيكي لينش الوحيد هو الأطول عند 373 يومًا (398 يومًا كما تعترف دبليو دبليو إي بسبب تأخير البث) ، في حين أن عهد بانكس الرابع هو الأقصر في 8 أيام. أسكا هي البطلة الأكبر سناً، حيث فازت باللقب عن عمر يناهز 38 عامًا، بينما كانت بانكس هي الأصغر حيث كانت تبلغ من العمر 24 عامًا و 181 يومًا عندما فازت باللقب لأول مرة.

## تاريخ اللقب

### الأسماء
| اسم                             | سنوات النشاط               |
| ------------------------------- | -------------------------- |
| بطولة دبليو دبليو إي للسيدات    | 3 أبريل 2016-4 سبتمبر 2016 |
| بطولة دبليو دبليو إي رو للسيدات | 5 سبتمبر 2016 - حتى الآن   |

### العهود
| #  | البطلة      | التاريخ         | الحدث                       | الموقع                      | رقم العهد | عدد الأيام | الأيام المعترفة من WWE | ملاحطات | مصادر         |
| -- | ----------- | --------------- | --------------------------- | --------------------------- | --------- | ---------- | ---------------------- | --- | ------------- |
| 1  | شارلوت      | 3 أبريل 2016    | راسلمينيا 32                | أرلينغتون, تكساس            | 1         | 113        | 113                    | في حدث راسلمينيا 32 أثناء العرض التمهيدي، تم إنشاء لقب بطولة دبليو دبليو إي للسيدات لبحل محل بطولة دبليو دبليو إي ديفاز, الذي كان من المقرر الدفاع عنه في هذه المباراة. شارلوت، التي كانت حاملة للقب، هزمت كل من بيكي لينش وساشا بانكس في مباراة تهديد ثلاثية لتكون البطلة الأولى للقب الجديد. مما جعل بطولة الديفاز تعتزل. اللقب أصبح حصريا لبطولة الرو أثناء مشروع دبليو دبليو إي 2016 في يوليو. | [ 2 ]         |
| 2  | ساشا بانكس  | 25 يوليو 2016   | رو                          | بيتسبرغ، بنسيلفانيا         | 1         | 27         | 26                     | | [ 3 ]         |
| 3  | شارلوت      | 21 أغسطس 2016   | سمرسلام                     | بروكلين، نيويورك            | 2         | 43         | 43                     | تمت إعادة تسمية اللقب إلى بطولة رو للسيدات في 5 سبتمبر 2016, بعد إنشاء لقب بطولة سماكداون للسيدات لقسم سماكداون. | [ 4 ]         |
| 4  | ساشا بانكس  | 3 أوكتوبر 2016  | رو                          | لوس أنجلوس، كاليفورنيا      | 2         | 27         | 27                     | | [ 5 ]         |
| 5  | شارلوت      | 30 أوكتوبر 2016 | هيل إن أ سيل                | بوسطن، ماساتشوستس           | 3         | 29         | 29                     | كانت هذه أول مباراة جحيم في زنزانة للنساء في التاريخ، وأول مباراة نسائية لتكون حدث رئيسي لعرض دفع مقابل المشاهدة. خلال هذا العهد، تم توسيع اسم الحلبة لشارلوت ليصبح شارلوت فلير. | [ 6 ]         |
| 6  | ساشا بانكس  | 28 نوفمبر 2016  | رو                          | شارلوت, كارولينا الشمالية   | 3         | 20         | 19                     | كانت مباراة التثبيت في أي مكان. | [ 7 ]         |
| 7  | شارلوت فلير | 18 ديسمبر 2016  | رودبلوك: إند أوف ذا لاين    | بيتسبرغ, بنسلفانيا          | 4         | 57         | 57                     | كانت مباراة المرأة الحديدية من 30 دقيقة, حيث فازت فلير في الوقت القاتل. إضافة إلى ذلك، الخاسر بالمباراة لن يتمكن من التحدي على البطولة طالما الآخر ما يزال البطل. | [ 8 ]         |
| 8  | بايلي       | 13 فبراير 2017  | رو                          | لاس فيغاس, نيفادا           | 1         | 76         | 75                     | | [ 9 ]         |
| 9  | أليكسا بليس | 30 أبريل 2017   | بايباك                      | سان خوسيه, كاليفورنيا       | 1         | 112        | 111                    | | [ 10 ]        |
| 10 | ساشا بانكس  | 20 أغسطس 2017   | سمرسلام                     | بروكلين, نيويورك            | 4         | 8          | 8                      | | [ 11 ]        |
| 11 | أليكسا بليس | 28 أغسطس 2017   | رو                          | ممفيس, تينيساي              | 2         | 223        | 222                    | | [ 12 ]        |
| 12 | نايا جاكس   | 8 أبريل 2018    | راسلمينيا 34                | نيو أورلينز, لويزيانا       | 1         | 70         | 70                     | | [ 13 ]        |
| 13 | أليكسا بليس | 17 يونيو 2018   | ماني إن ذا بانك             | روسمونت, إلينوي             | 3         | 63         | 63                     | بليس صرفت عقد ماني إن ذا بانك. | [ 14 ]        |
| 14 | روندا روزي  | 19 أغسطس 2018   | سمرسلام                     | بروكلين, نيويورك            | 1         | 232        | 231                    | | [ 15 ]        |
| 15 | بيكي لينش   | 8 أبريل 2019    | راسلمينيا 35                | راذرفورد الشرقية, نيو جيرسي | 1         | 373        | 398                    | مباراة تهديد ثلاثي الفائز يأخذ الكل على كل من بطولة رو للسيدات وبطولة سماكداون للسيدات, تضم أيضا شارلوت فلير, التي تدافع عن بطولة سماكداون للسيدات. لينش ثبتت روزي لتفوز باللقبين. تعترف دبليو دبليو إي بعهد لينش على إنه إنتهى في 10 مايو 2020 بسبب تأخير البث. | [ 16 ]        |
| 16 | آسكا        | 15 أبريل 2020   | ماني إن ذا بانك             | ستامفورد, كونتيكت           | 1         | 96         | 78                     | هزمت كل من كارميلا، دانا بروك، لاسي إيفانز، نايا جاكس وشاينا بازلر في مباراة ماني إن ذا بانك للسيدات. حقيبة الماني إن ذا بانك كان من المقرر أن تحتوي على عقد يمكن الفائز من منافسة حامل اللقب في أي وقت، ولكن في حلقة 11 مايو من رو, بيكي لينش أعلنت إنها ستتخلى عن اللقب بسبب حملها على الواقع، وإن مباراة الحقيبة كانت في الأساس على اللقب نفسه. تعترف دبليو دبليو إي بلقب آسكا يبدأ في 10 مايو 2020 (تاريخ بث مباراة السلالم على ماني إن ذا بانك على البث المسجل) وينتهي في 27 يوليو 2020 (أيضا بالبث المسجل) | [ 17 ] [ 18 ] |
| 17 | ساشا بانكس  | 20 يوليو 2020   | رو                          | أورلاندو, فلوريدا           | 5         | 34         | 26                     | إلى جانب التثبيت والإستسلام، يمكن أن يتغير صاحب اللقب أيضا عن طريق العد الخارجي والاستبعاد، بانكس فازت عن طريق العد الخارجي. دبليو دبليو إي تعترف بلقب بانكس يبدأ في 27 يوليو 2020, عندما بثت المباراة تسجيليا. | [ 19 ]        |
| 18 | آسكا        | 23 أغسطس 2020   | سمرسلام                     | أورلاندو, فلوريدا           | 2         | 231        | 231                    | | [ 20 ]        |
| 19 | ريا ريبلي   | 11 أبريل 2021   | راسلمينيا 37 الليلة الثانية | تامبا, فلوريدا              | 1         | 30+        | 30+                    | | [ 21 ]        |

## العهود مجتمعة

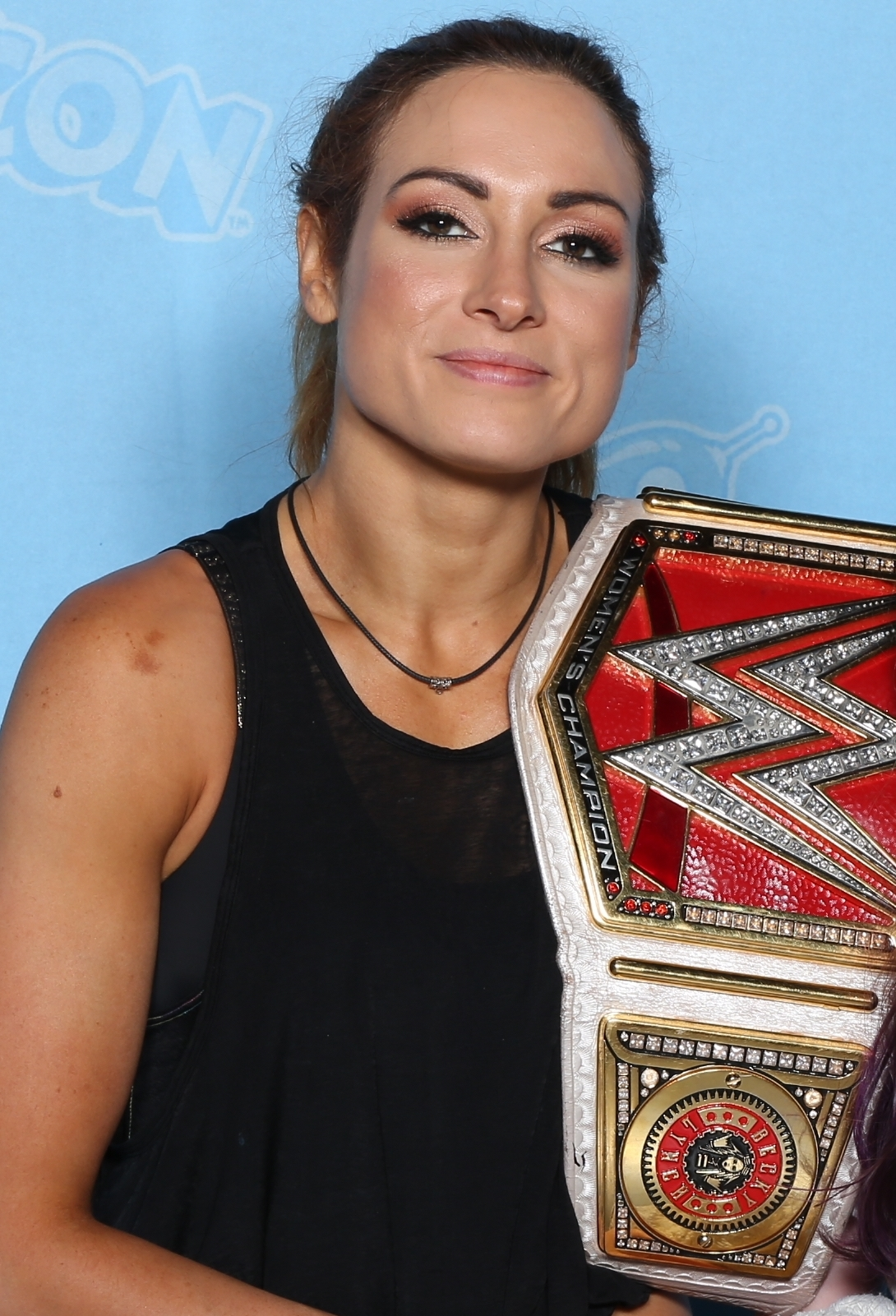
البطلة لمرة واحدة والأطول حيازة بيكي لينش، التي احتفظت باللقب لمدة 373 يومًا (398 يومًا كما اعترفت WWE بسبب تأخير البث)

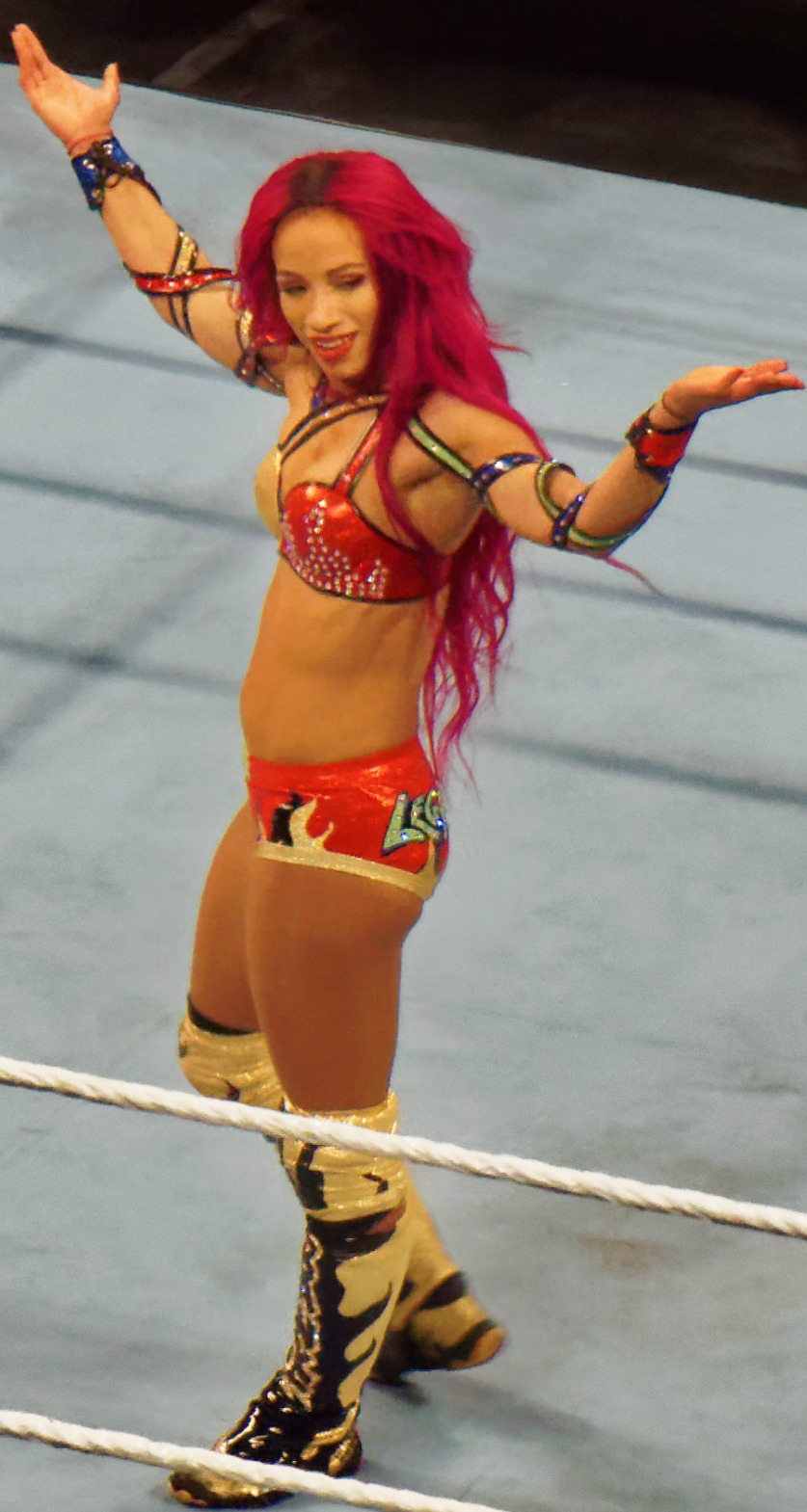
بطلة رو للسيدات ساشا بانكس خمس مرات.

لاي
| † | يشير إلى البطل الحالي |

| الرتبة | المصارعة    | رقم العهود | الايام مجتمعة | الايام مجتمعة كما تعترف بها دبليو دبليو إي |
| ------ | ----------- | ---------- | ------------- | ------------------------------------------ |
| 1      | أليكسا بليس | 3          | 398           | 396                                        |
| 2      | بيكي لينش   | 1          | 373           | 398                                        |
| 3      | آسكا        | 2          | 327           | 309                                        |
| 4      | شارلوت فلير | 4          | 242           | 242                                        |
| 5      | روندا روزي  | 1          | 232           | 231                                        |
| 6      | ساشا بانكس  | 5          | 116           | 106                                        |
| 7      | بايلي       | 1          | 76            | 75                                         |
| 8      | نايا جاكس   | 1          | 70            | 70                                         |
| 9      | ريا ريبلي † | 1          | 1,521 +       | 1,521 +                                    |